# Bematistes alcinoe
Bematistes alcinoe là một loài bướm thuộc họ Nymphalidae. Nó phân bố ở Guinea-Bissau, Guinea, Sierra Leone, Liberia, Bờ Biển Ngà, Ghana, Togo, Nigeria, Cameroon, Guinea Xích đạo, São Tomé và Príncipe, Cộng hòa Dân chủ Congo, Ethiopia, Uganda, Kenya, Burundi và Tanzania.

## Phân loài
- Bematistes alcinoe alcinoe (Guinea-Bissau, Guinea, Sierra Leone, Liberia, Bờ Biển Ngà, Ghana, Togo, Nigeria)
- Bematistes alcinoe camerunica  (Aurivillius, 1893) (Cameroon, Bioko, Cộng hòa Dân chủ Congo, Uganda, Kenya, Burundi, Tây Bắc Tanzania)
- Bematistes alcinoe nado  (Ungemach, 1932) (Tây Nam Ethiopia)
- Bematistes alcinoe racaji  Pyrcz, 1991 (Đảo Príncipe)